# Karl-Ernst Wohlfarth-Bottermann
Karl-Ernst Wohlfarth-Bottermann (* 22. Mai 1923 in Witten; † 29. September 1997 in Bonn) war ein deutscher Zellbiologe und Professor an der Universität Bonn.
Wohlfarth-Bottermann war ab 1942 Soldat, wurde an der Ostfront verwundet und war danach bis Kriegsende in Hospitälern. Danach war er zwei Jahre Landarbeiter in Niedersachsen und studierte ab 1947 an der Universität zu Köln Biologie. 1951 wurde er an der Universität Münster promoviert, wobei er schon mit dem Elektronenmikroskop arbeitete. Als Post-Doktorand war er in Braunschweig und in Stockholm bei Fritiof Sjöstrand, wo er sich mit Ultrastrukturen des Zytoplasmas befasste. Nach der Habilitation war er erster Direktor des Zentrallabors für Angewandte Übermikroskopie an der Universität Bonn. 1965 war er Gründungsdirektor des Instituts für Cytologie und Mikromorphologie in Bonn und er wurde der erste Professor für Zellbiologie in Deutschland. 1988 ging er in den Ruhestand.
Er untersuchte Zellbewegung und deren strukturelle und physiologische Basis in der Zelle anhand des Schleimpilzes Physarum polycephalum und von Amöben. Er begann damit Mitte der 1950er Jahre und setzte gleichzeitig Elektronenmikroskopie und Phasenkontrastmikroskopie ein. Er konnte dabei am Modell von Schleimpilzen Kontraktions- und Relaxationsphasen in Zytoplasma mit der Bildung bzw. Auflösung von Aktin-Mikrofilamenten korrelieren und erkannte die Bedeutung von ATP-ase für die Kontraktion und die Rolle Isometrischer Kontraktion für Bildung von Aktin-Bündeln und der isotonischen Kontraktion für ihre Auflösung. Er präsentierte seine Ergebnisse 1963 auf einer Konferenz über Zellbewegung in Princeton, sie setzten sich aber allgemein erst in den 1970er Jahren durch.
Auch bei der Fortbewegung von Amöben konnte er erstmals in der äußersten Zytoplasmaschicht ein Cytoskelett aus Aktin-Mikrofilamenten nachweisen (das mit dem üblichen Lichtmikroskop nicht sichtbar ist), das für die Bewegung verantwortlich ist.
Er war seit 1974 Mitglied der Leopoldina und erhielt 1977 die Schleiden-Medaille der Leopoldina. Er war im Leitungsrat der ECBO (European Cell Biology Organisation) und einer der Gründer und Vizepräsident der Deutschen Gesellschaft für Zellbiologie. Außerdem war er im wissenschaftlichen Rat der Max-Planck-Gesellschaft.
1968 gründete er die Zeitschrift Cytobiologie (später European Journal of Cell Biology).

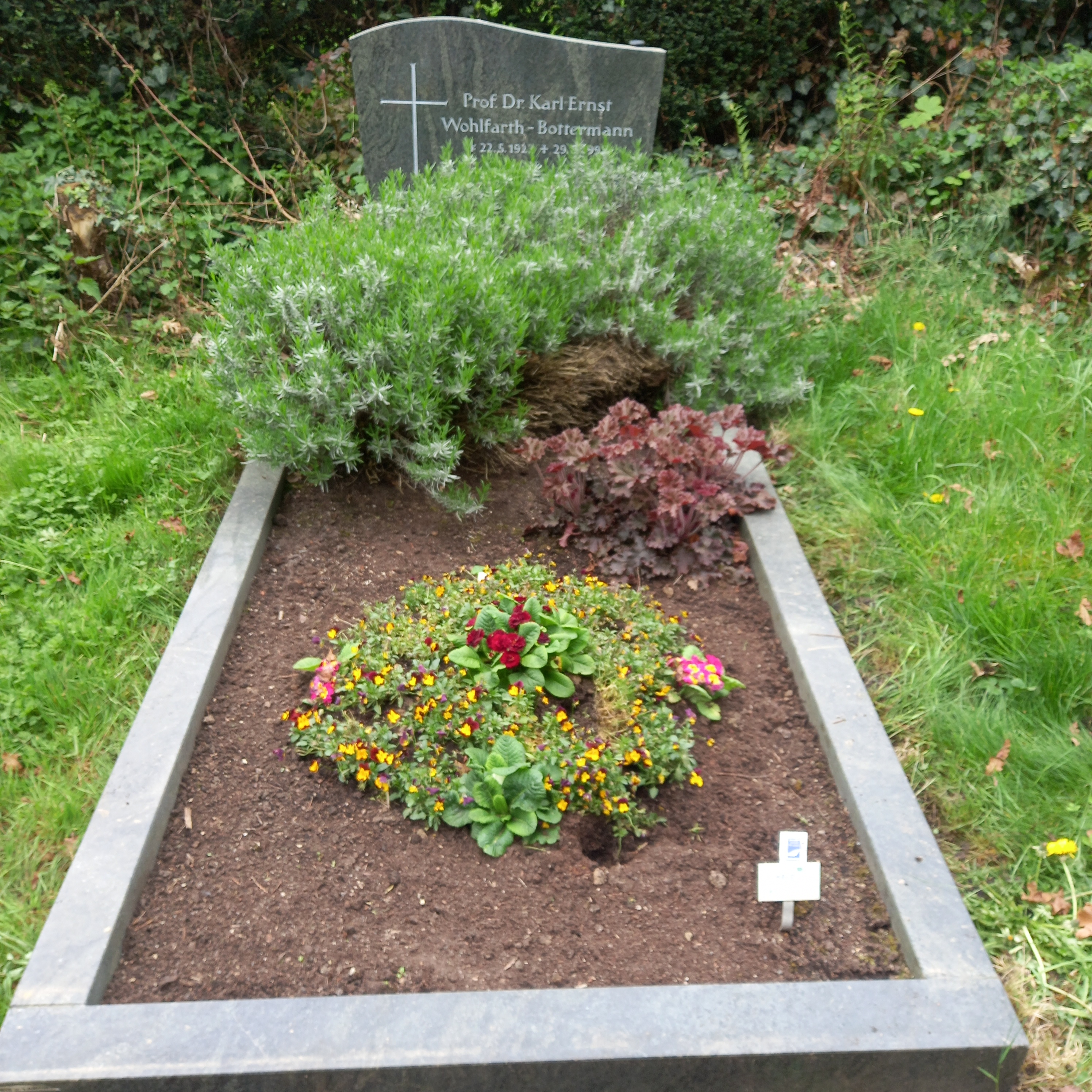
Das Grab von Karl-Ernst Wohlfahrt-Bottermann auf dem Poppelsdorfer Friedhof in Bonn

## Schriften
- Die Kontrastierung tierischer Zellen und Gewebe im Rahmen ihrer elektronenmikroskopischen Untersuchung an ultradünnen Schnitten. In: Naturwissenschaften, Band 44, 1957, S. 287–288 Science Citation Classics (PDF)